# 해남군 (선거구)
해남군은 대한민국의 옛 국회의원 선거구이다. 당시 전라남도 해남군 지역을 관할했다.

## 역사
제6대 국회의원 선거를 앞두고 해남군 갑, 해남군 을 선거구가 통합되면서 신설되었다.
제9대 국회의원 선거를 앞두고 진도군 선거구와 통합되면서 해남군·진도군 선거구를 이루게 됨에 따라 폐지되었다.

## 역대 국회의원
| 선거   | 정당 | 정당       | 의원   |
| ------ | ---- | ---------- | ------ |
| 1963년 |      | 자유민주당 | 민영남 |
| 1967년 |      | 민주공화당 | 김병순 |
| 1971년 |      | 민주공화당 | 임충식 |

## 역대 선거 결과

### 대한민국 제6대 국회의원 선거
|  | 34.42% |

|  | 31.17% |

|  | 26.92% |

|  | 5.05% |

|  | 2.42% |

### 대한민국 제7대 국회의원 선거
|  | 37.80% |

|  | 26.41% |

|  | 20.76% |

|  | 14.31% |

|  | 0.69% |

### 대한민국 제8대 국회의원 선거
|  | 62.98% |

|  | 33.15% |

|  | 3.86% |